# 12638 Fransbrüggen
12638 Fransbrüggen eller 1063 T-2 är en asteroid i huvudbältet som upptäcktes den 29 september 1973 av den nederländsk-amerikanske astronomen Tom Gehrels och det nederländska astronomparet Ingrid van Houten-Groeneveld och Cornelis Johannes van Houten vid Palomarobservatoriet. Den är uppkallad efter Frans Brüggen.
Den tillhör asteroidgruppen Nysa.